# Villa San Pietro
Villa San Pietro là một đô thị ở tỉnh Cagliari, vùng Sardinia của Italia, có vị trí cách khoảng 25 km về phía tây nam của Cagliari. Đến thời điểm ngày 31 tháng 12 năm 2004, đô thị này có dân số 1.849 và diện tích là 39,6 km².
Villa San Pietro giáp các đô thị: Assemini, Pula, Santadi, Sarroch.